# 바다흐샨주
바다흐샨주(파슈토어: بدخشان ولايت 바다흐샨 윌라야트)는 아프가니스탄 북동부의 주이다. 파미르고원을 동서로 관통하고 중화인민공화국, 파키스탄, 타지키스탄과 국경을 접하고 있다.
소비에트 연방의 아프가니스탄 침공 당시부터 점령 상태가 계속되고 있었다. 주민은 파슈툰족, 우즈베크족, 타지크족이 많다. 소수의 키르기스족과 러시아인도 거주한다. 주요 언어는 파슈토어, 다리어, 타지크어이다. 면적은 44,059 km2이고, 인구는 1,048,600명(2004년)이다. 주도는 판지강의 상류 중 하나인 코크차강의 파이즈아바드이다.

## 하위 행정구역
- 다라임군
- 다르와지발라군
- 라기스탄군
- 마이마이군
- 바하라크군
- 샤흐리부주르그군
- 슈하다군
- 시그난군
- 시카이군
- 아르간지흐와군
- 아르구군
- 야완군
- 야프탈리수플라군
- 얌간군
- 와르두지군
- 와한군
- 이슈카심군
- 주름군
- 지바크군
- 파이즈아바드군
- 쿠란와문잔군
- 쿠파브군
- 쿠히스탄군
- 키심군
- 타가브군
- 티슈칸군
- 하시군
- 흐와한군

## 같이 보기
- 2014년 바다흐샨 산사태